# Janov (okres Svitavy)
Obec Janov (německy Jansdorf) se nachází v okrese Svitavy v Pardubickém kraji. Žije zde přibližně 1 000 obyvatel. Na území obce jsou provozovány dvě větrné elektrárny.

## Historie
První písemná zmínka o obci pochází z roku 1347. V roce 1930 zde žilo 1839 obyvatel. V letech 1938 až 1945 bylo území obce v důsledku uzavření Mnichovské dohody přičleněno k nacistickému Německu.

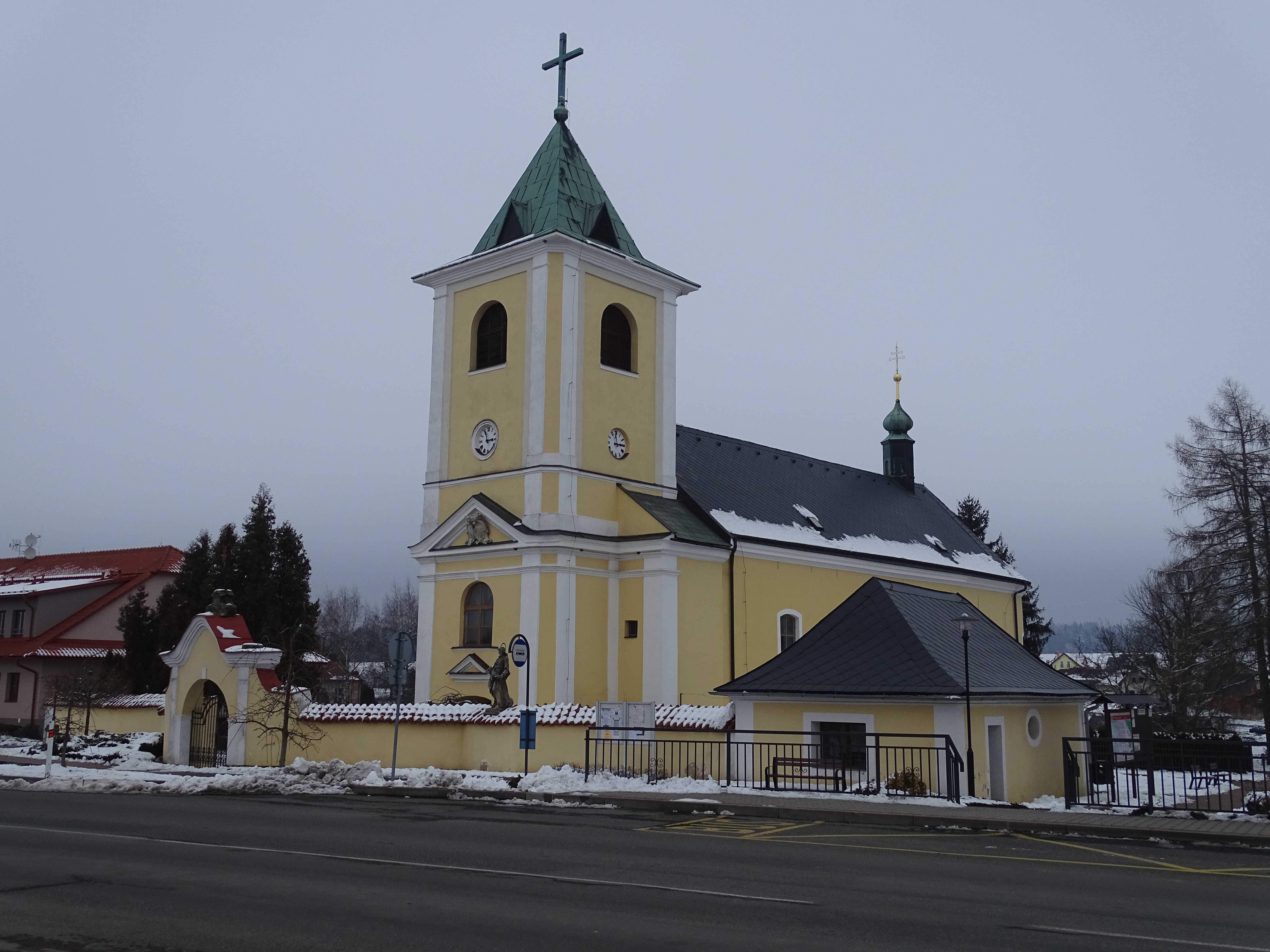
Kostel svatého Filipa a Jakuba.

## Pamětihodnosti
- Kostel svatého Filipa a Jakuba, kulturní památka ČR[7]
- Bývalý hřbitov s barokní bránou
- Empírový hostinec u kostela zbořen, na jeho místě motorest
- Rychta vedle kostela
- Barokní zámeček Mendryka, také Georgenlust, ve stejnojmenné osadě, kulturní památka ČR[7]
- Kaple v osadě Gajer
- Několik původních usedlostí, zpravidla přestavěných
- Železný kříž na kamenném podstavci u hřbitovní zdi z druhé poloviny 19. století
- Mariánská studánka v údolí Končínského potoka
- Pietní artefakt. Zbytek kamenného podstavce z roku 1863. V současné době pietně upraven a zasazen do země v blízkosti kostela
- Socha Krista z druhé poloviny 19. století

## Části obce
- Janov
- Gajer
- Mendryka

## Galerie

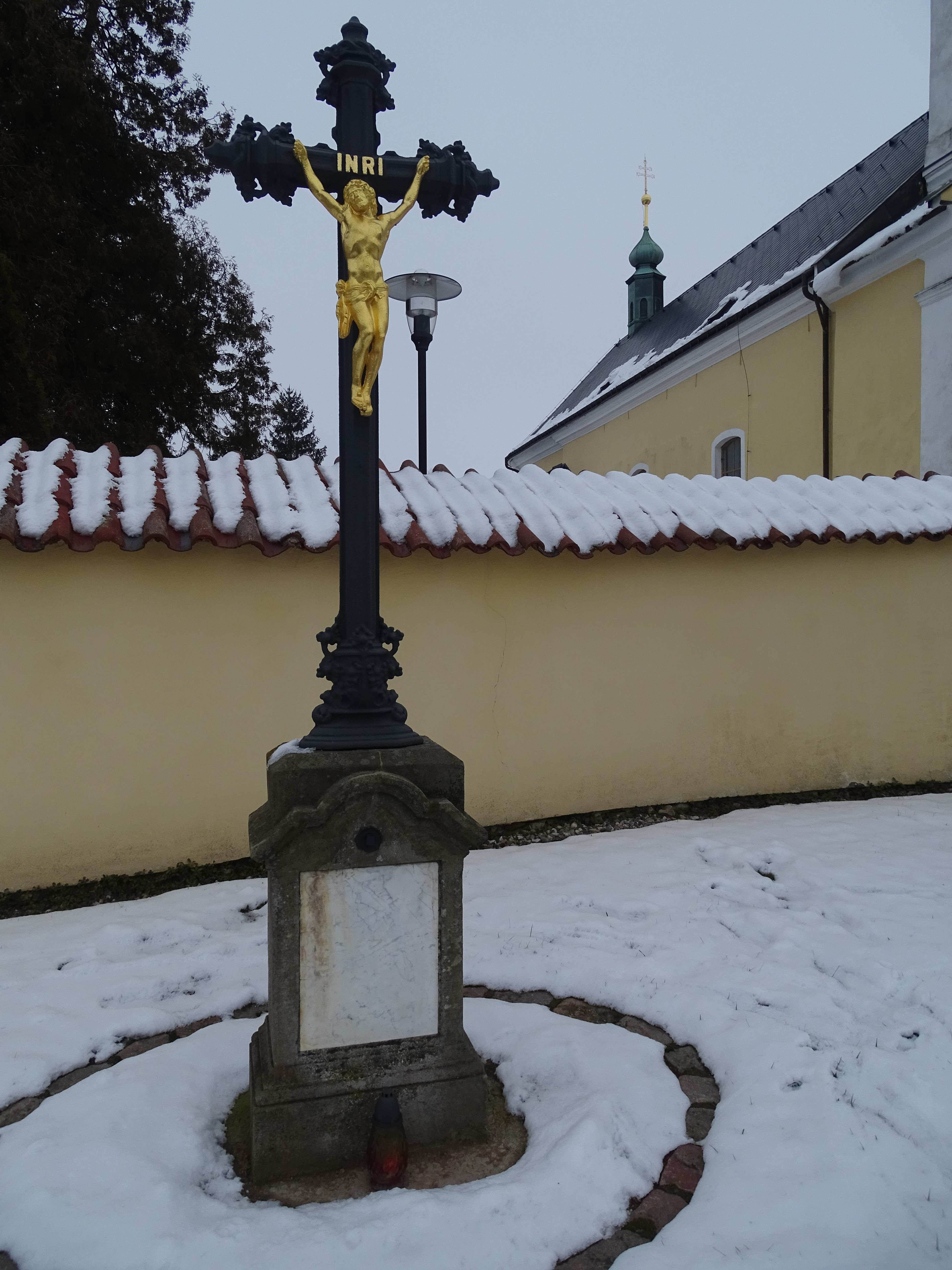
Železný kříž u kostela
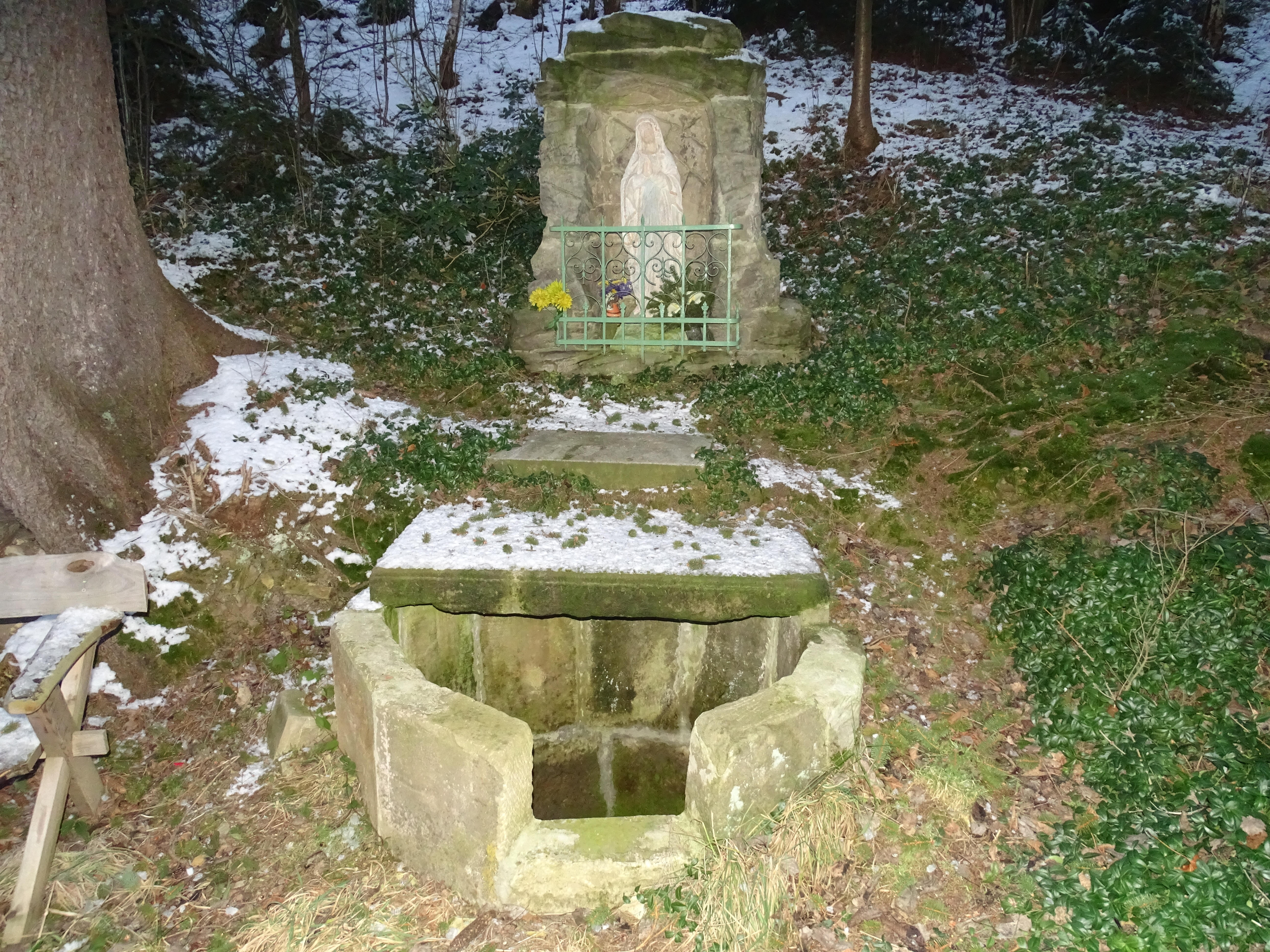
Mariánská studánka
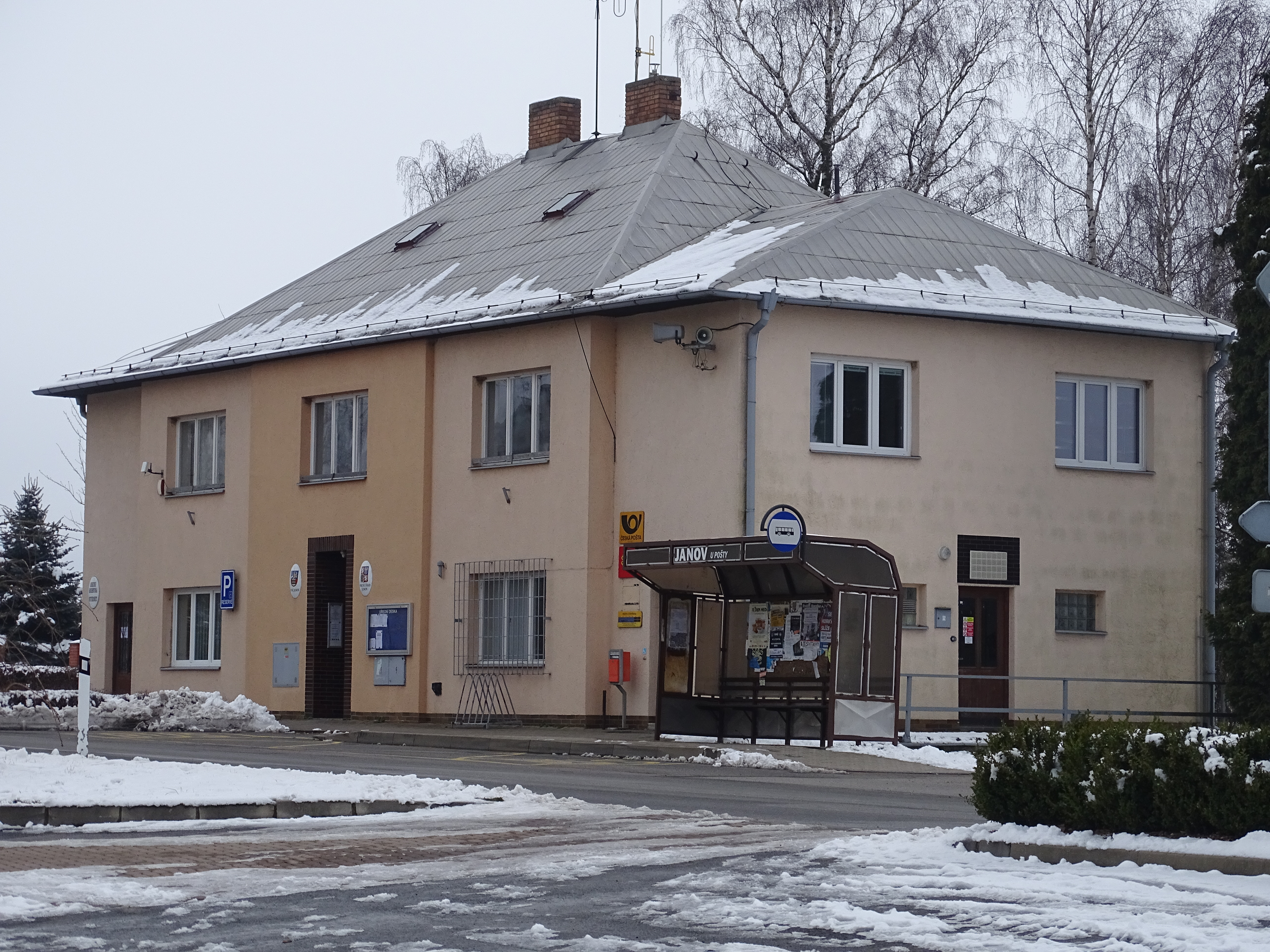
Obecní úřad, pošta a knihovna
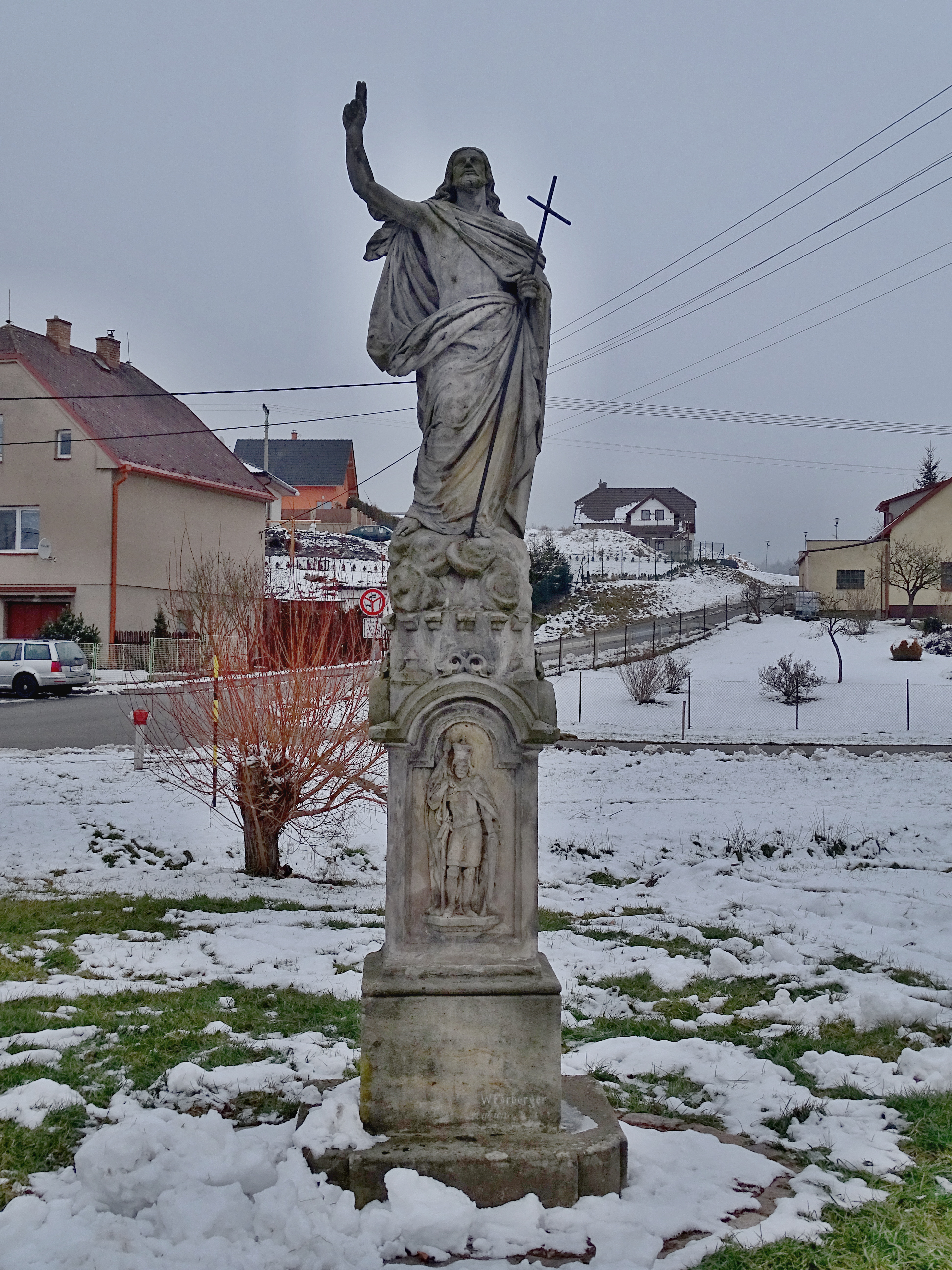
Socha Krista